# Poiana Teiului
Poiana Teiului è un comune della Romania di 4 952 abitanti, ubicato nel distretto di Neamț, nella regione storica della Moldavia. 
Il comune è formato dall'unione di 11 villaggi: Călugăreni, Dreptu, Galu, Petru Vodă, Pârâul Fagului, Poiana Largului, Poiana Teiului, Roșeni, Ruseni, Săvinești, Topoliceni.